# Vrelo (gmina Kuršumlija)
Vrelo (cyr. Врело) – wieś w Serbii, w okręgu toplickim, w gminie Kuršumlija. W 2011 roku liczyła 32 mieszkańców.